# Carol Connors
Carol Connors czasami wymieniana też jako Caroline May lub Carol Kaiser (ur. 13 listopada 1952 w New Jersey) – amerykańska aktorka i reżyserka filmów pornograficznych, jedna z pierwszych gwiazd przemysłu pornograficznego w USA.

## Życiorys
Urodziła się w New Jersey. W 1971 roku, w wieku 19 lat, pojawiła się po raz pierwszy przed kamerami w filmie dla dorosłych Water People.
W 1972 roku wystąpiła w swoim najgłośniejszym filmie jako pielęgniarka – asystentka doktora Younga (w tej roli Harry Reems) w filmie Głębokie gardło (Deep Throat), w reżyserii Gerarda Damiano u boku Lindy Lovelace. Był to pierwszy film gatunku XXX dopuszczony do oficjalnej dystrybucji kinowej w USA. Film był jednym z punktów zwrotnych w okresie rewolucji seksualnej w USA, przyczyniając się między innymi do zmian prawnych. Aktorzy mimo ogromnego sukcesu i faktu że film zarobił na całym świecie ponad 600 milionów dolarów, otrzymali zaledwie kilkusetdolarowe gaże. Występ ten zagwarantował jednak Connors silną pozycję w branży pornograficznej.
W 1976 pojawiła się w znanym telewizyjnym programie The Gong Show. Kolejną jej znaczącą rolą był występ w filmie The Erotic Adventures of Candy (1978) jako Candy, Candy Goes to Hollywood (1979) z Richardem Pacheco, Sweet Savage (1979) jako Panna Lilly i Consenting Adults (1982) z Ronem Jeremym.
W 1981 wyreżyserowała i zagrała w filmie Mitchell Brothers, Desire for Men, z udziałem Herschela Savage.
Zagrała postać Carol Davies w dramacie kryminalnym Betonowa dżungla (The Concrete Jungle, 1982) z Jill St. John i Tracey E. Bregman. W komediodramacie muzycznym Damiena Chazelle’a, La La Land (2016), z Ryanem Goslingiem pojawiła się jako tancerka na ulicy.
W 1972 poznała producenta i aktora porno Jacka Bircha, za którego wyszła za mąż 30 września 1974. Mają córkę Thorę (ur. 11 marca 1982 w Los Angeles), która została aktorką znaną m.in. z filmów Hokus pokus, American Beauty, Bunkier czy Ghost World, i syna Kiana Bolta (ur. 3 października 1990 w Los Angeles).